# Lāčplēša iela
La rue Lāčplēša (letton : Lāčplēša iela) est une rue à Rīga en Lettonie,.

## Présentation
La rue Lāčplēša est une rue d'importance urbaine et artérielle (de la rue Aleksandra Čakas au pont Salu) à Riga, dans les quartiers d'Avoti et Maskavas Forštate des banlieues de Latgale et du district central. 
La rue Lāčplēša commence à l'intersection avec la rue Krišjāņas Valdemāras dans la partie nord du centre-ville, traverse la partie centrale de Riga vers le sud, la rue se termine à l'intersection à deux niveaux avec la rue Krasta, puis est prolongée sur la rive gauche du Daugava par la rue Kārļas Ulmaniņas gatve, qui traverse le pont Salu.

## Histoire
En 1867, les rues Mazo Smilšu et Lielo Smilšu ont été regroupées pour former Smilšu iela (en allemand : Sandstrasse). 
Lors de la russification de la Baltique (lv) en 1885, la rue Smilšu a été rebaptisée rue Romanova iela (en russe : Романовская улица, du nom de la Maison Romanov). 
Depuis au moins 1889, l'école Katrīna de Riga (lv) était située dans la rue Romanova iela, aujourd'hui l'un des bâtiments du lycée de design et d'art de Riga (lv).
En 1923, la rue prend le nom de rue Lāčplēša. En 1941, la rue fut brièvement rebaptisée rue Cīņu iela.
Pendant l'occupation allemande, elle a été rebaptisée rue Kārļa Schirren (allemand : Carl Schirren Straße) en l'honneur de l'historien Kārļas Schirren, mais en 1944, la rue a repris le nom de rue Lāčplēša iela, qu'elle porte encore.

## Bâtiments
Une trentaine de bâtiments de la rue Lačpleša sont des monuments architecturaux protégés:
- Lāčplēša iela 7 est un immeuble d'habitation (1909, architecte Pauls Mandelštams (lv)).
- Lāčplēša iela 12 - immeuble d'habitation (1895).
- Lāčplēša iela 14 - immeuble d'habitation (1910, architecte Nikolai Nord).
- Lāčplēša iela 16 - immeuble résidentiel (1907, architecte Alexander Shmeling).
- Lāčplēša iela  17 (1896, architecte Edmunds fon Trompovskis (lv))[2].
- Lāčplēša iela 18 - immeuble d'habitation (1906).
- Lāčplēša iela 21 - immeuble d'habitation (1910, architecte Rudolph Dohnberg (en)).
- Lāčplēša iela 23 - immeuble d'habitation (1904, architecte A. Schmeling).
- Lāčplēša iela 25 - l'ancien bâtiment du Nouveau théâtre de Riga.

- Lāčplēša iela 26 - immeuble d'habitation (1913, architecte Edgars Frīzendorfs (lv)).
- Lāčplēša iela 27 - immeuble d'habitation (1901, architecte Konstantīns Pēkšēns) ;
- Lāčplēša iela 28 - immeuble d'habitation (1929).
- Lāčplēša iela 29 - immeuble d'habitation (1911, architecte Jānis Alksnis).
- Lāčplēša iela 38 - immeuble résidentiel (1937, architecte Kārlis Bikše).
- Lāčplēša iela 42 - immeuble d'habitation (1908, architecte A. Vanags).
- Lāčplēša iela 48 - immeuble d'habitation (1913, architecte E. Laube). L'écrivain Aleksandrs Čaks y a vécu  de 1937 à 1950 et un musée y a été ouvert en 1997.

## Galerie

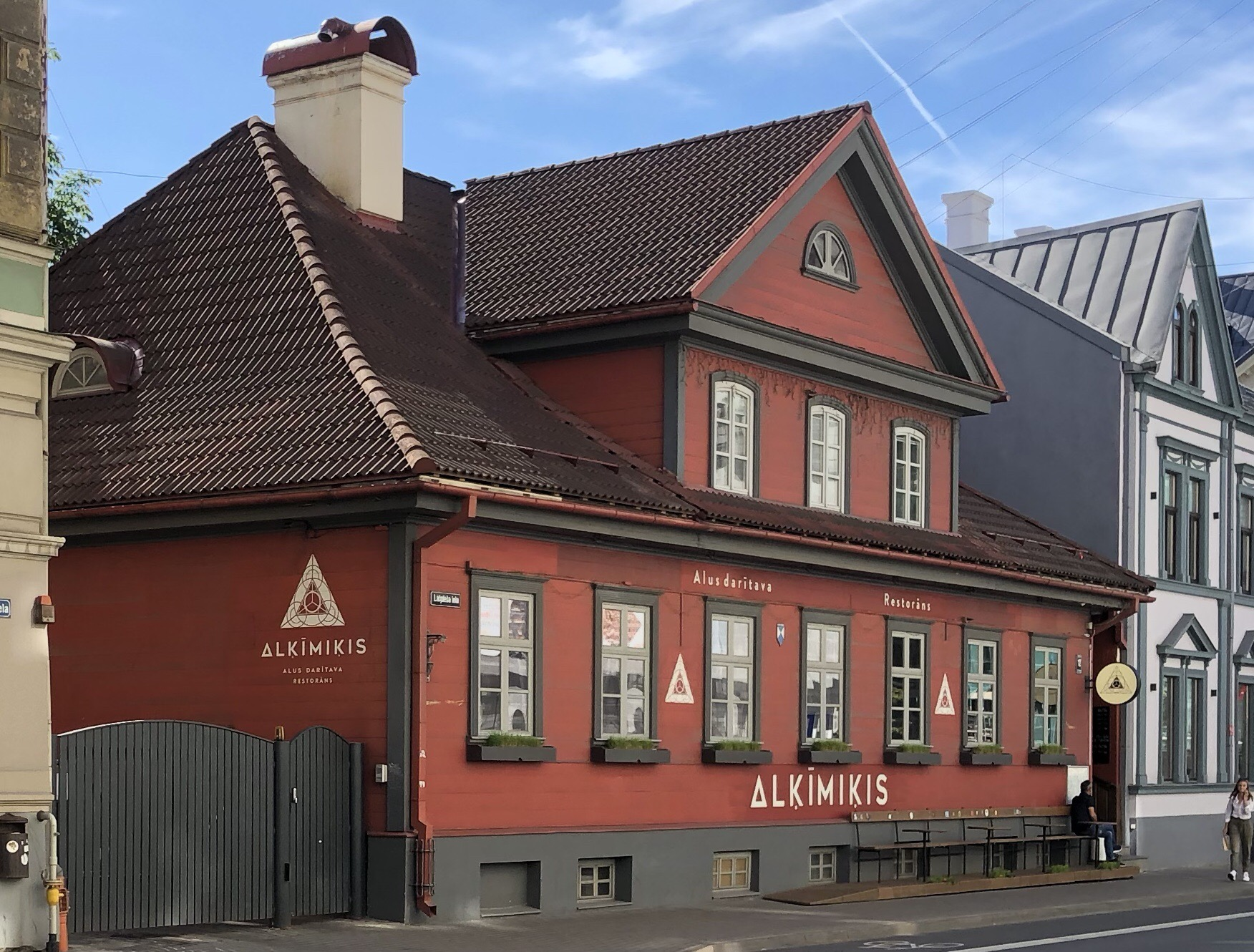
Lāčplēša iela 12.
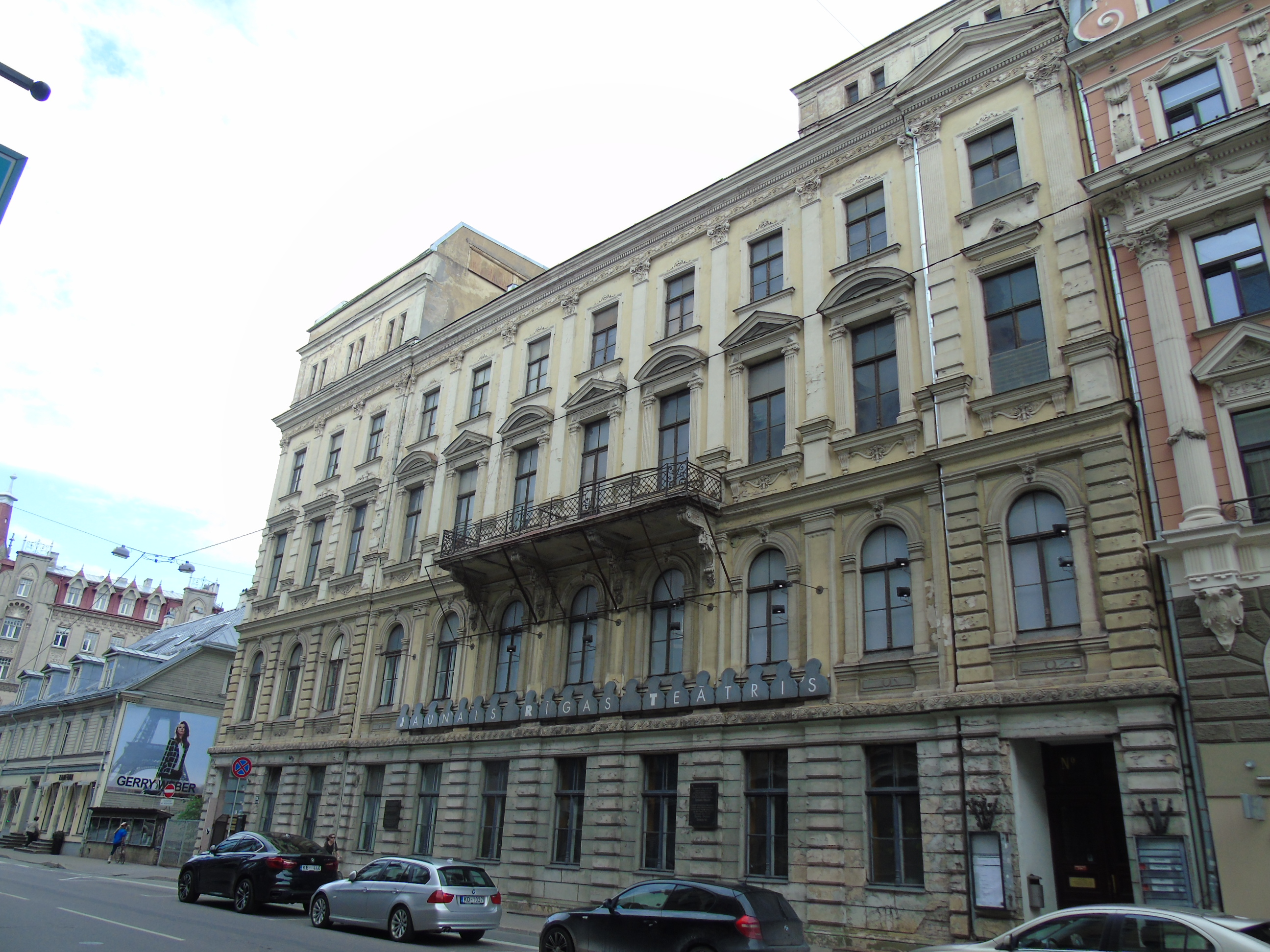
Lāčplēša iela 25.
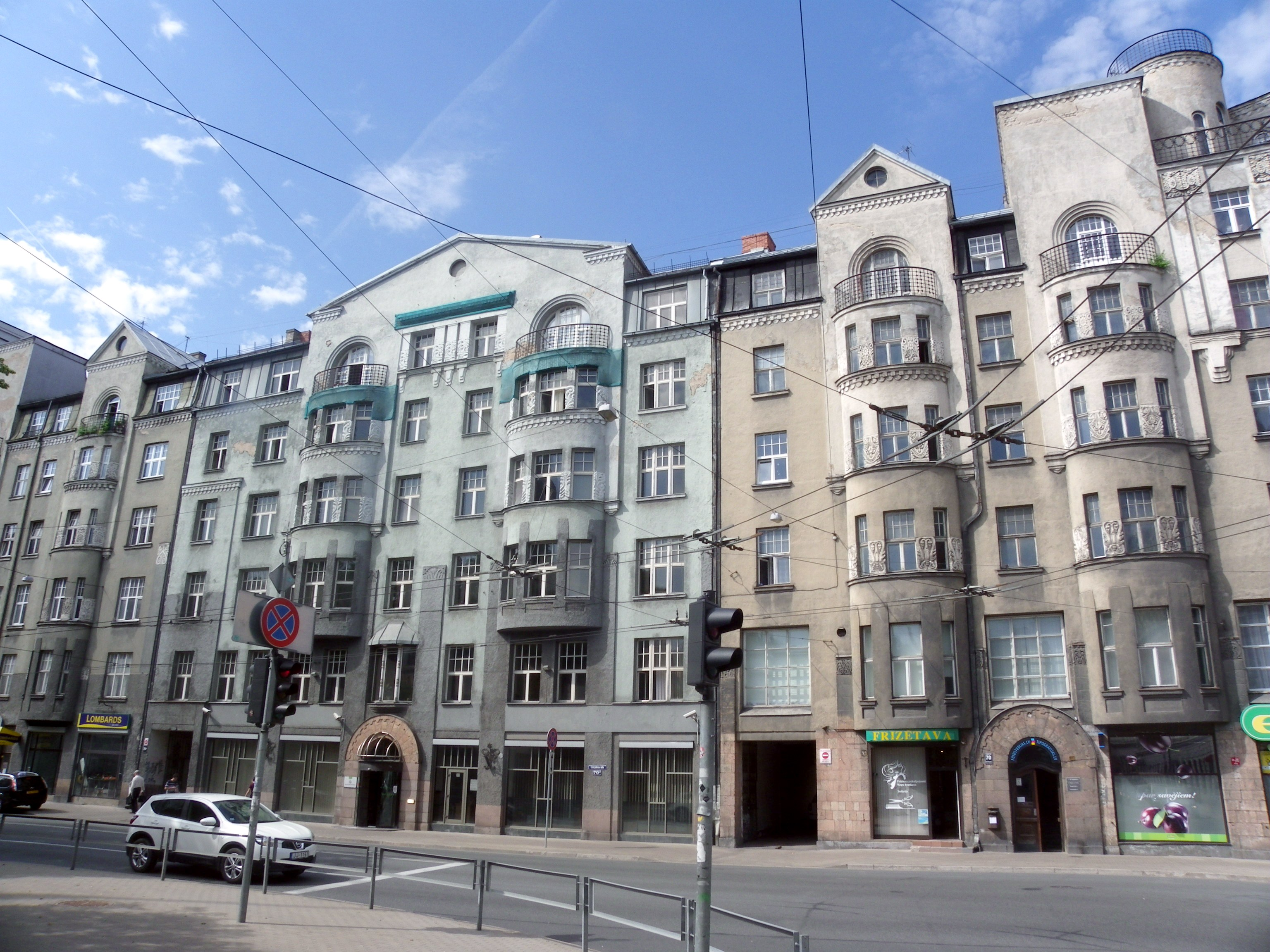
Lāčplēša iela 70.

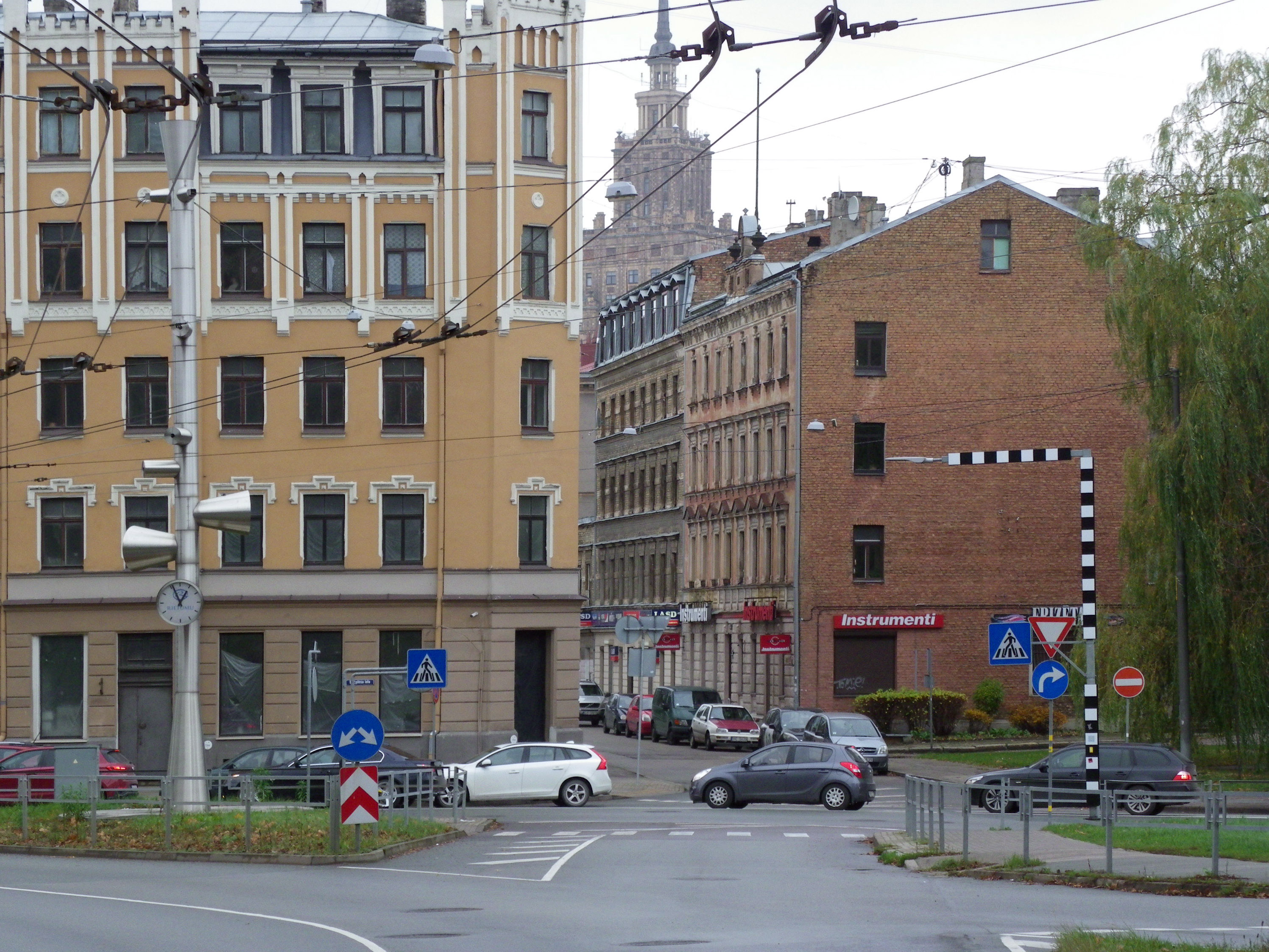
Lāčplēša iela 110.
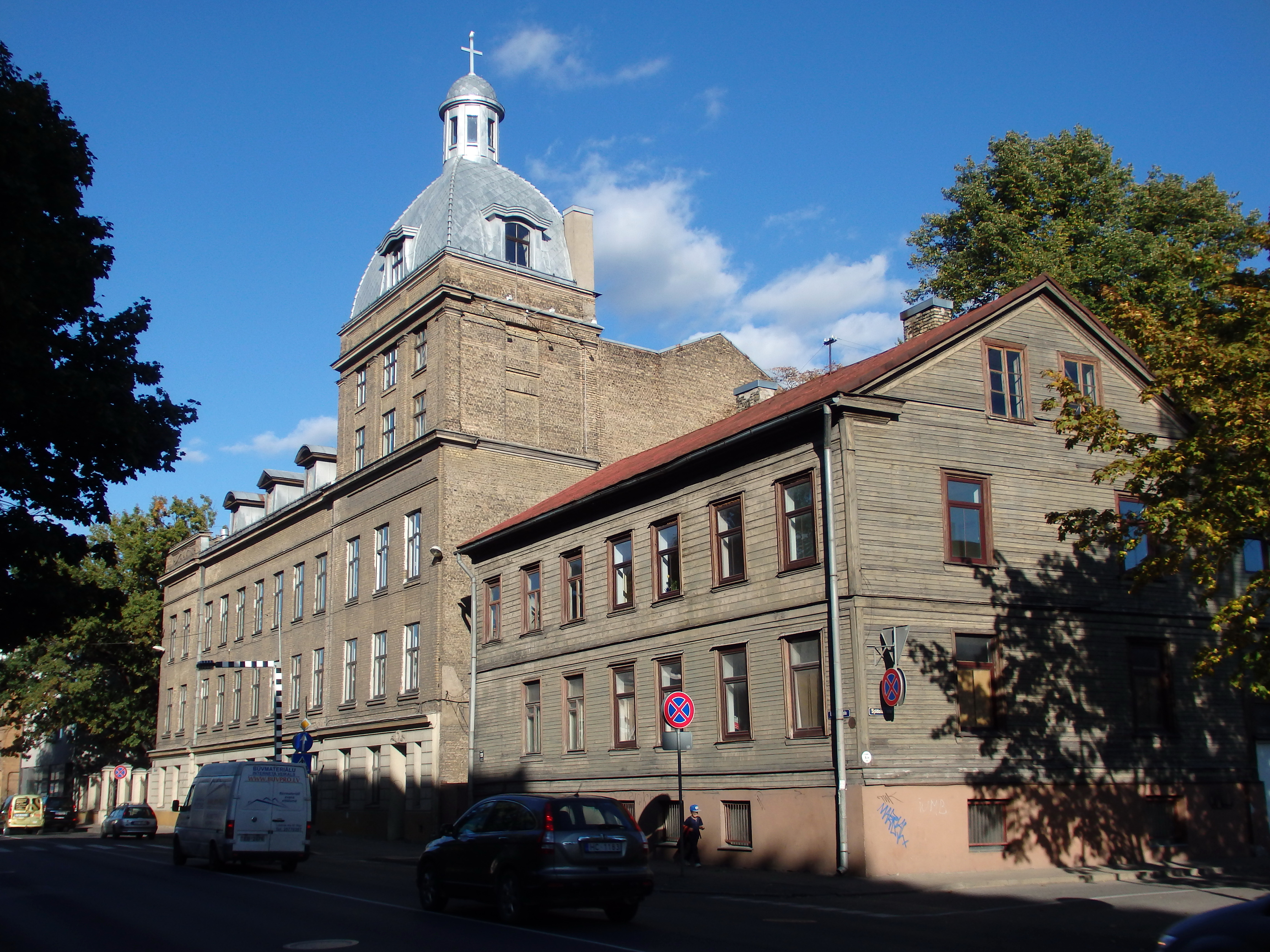
Lāčplēša iela 117.
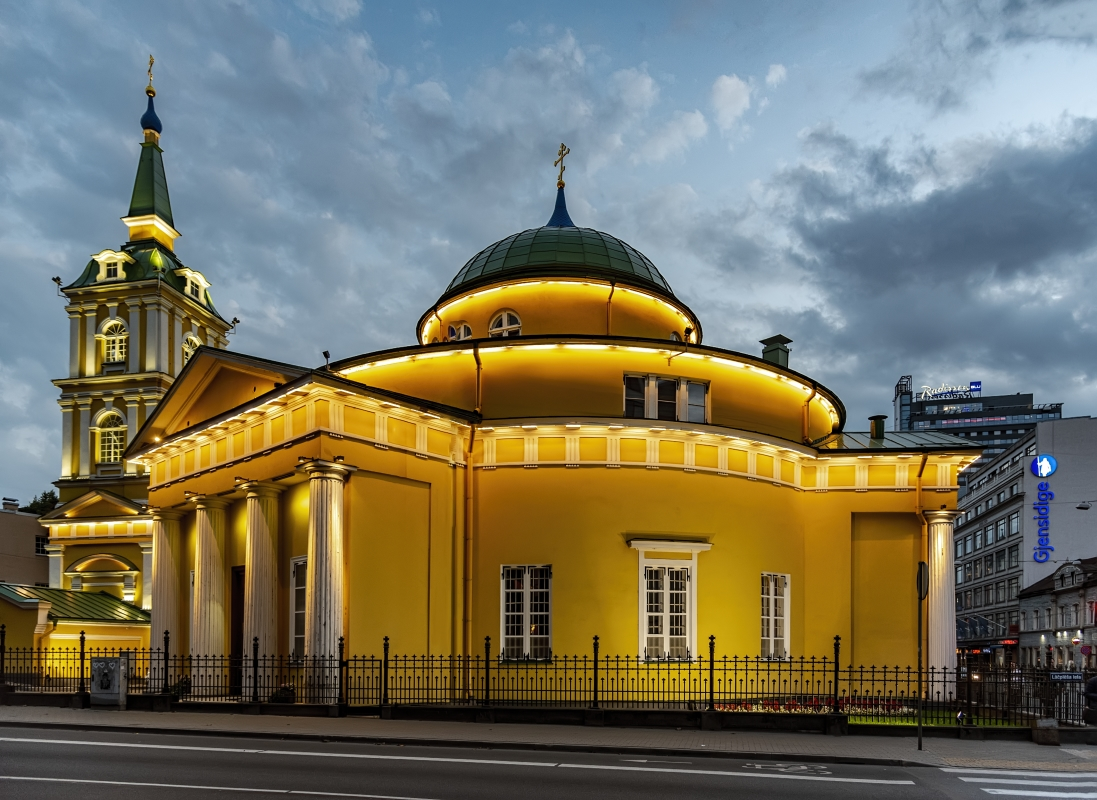
Église Saint-Alexandre-Nevsky